# Giovanni Maria Angiolello
Giovanni Maria Angiolello (Vicenza, 1451 – Vicenza, 1525) è stato un viaggiatore italiano cittadino della Repubblica di Venezia.
Partecipò alla difesa di Negroponte, ma fu catturato e deportato a Costantinopoli, da dove si spostò verso la penisola balcanica. Rientrato in patria nel 1483, nel 1499 ripartì per l'oriente, dal quale tornò nel 1515. 

## Opere
Fu autore dell'importante Historia Turchesca.